# Blodsandbi
Blodsandbi (Andrena labiata) är en art i insektsordningen steklar som tillhör överfamiljen bin och familjen grävbin.

## Beskrivning
Kroppens grundfärg är svart, men slutet av första, hela andra och tredje, samt främre delen av fjärde tergiterna är blodröda hos honan. Hanen är slankare än honan och de röda fälten är reducerade till band på andra och fjärde tergiten. Dessutom är hans clypeus och nedre delen av kinderna gulvita. Kroppsbehåringen är vit, kort och gles, särskilt på ovansidan, och i synnerhet hos honan. På sidorna och benen är den dock längre. Arten blir mellan 7 och 9 mm lång.

## Ekologi
Blodsandbiet lever i många olika habitat, som gräsmarker, gärna på sandjord, skogsbryn och -gläntor, klippiga områden och alvarområden. I bergsområden som Alperna kan den gå upp till 2 000 m. Arten är polylektisk, den flyger till blommande växter från många olika familjer, gärna grobladsväxter (som teveronika) och rosväxter (fingerörter, smultron), men också korgblommiga växter (hökfibblor, klofibblor, maskrosor), kinesträdsväxter (lönnar), korsblommiga växter (gyllnar, stenörter), nejlikväxter, solvändor, ärtväxter (klövrar), kransblommiga växter (timjansläktet, syskor), ranunkelväxter, brakvedsväxter samt flenörter. I norra delen av utbredningsområdet flyger arten från från juni till tidigt i augusti, längre söderut varar flygtiden från slutet av april till juni.
Arten är solitär, honan har hela ansvaret för avkomman. Hon bygger bogångar i marken och förser larvcellerna med pollen som näring. Bona anläggs i solbelysta sluttningar, ibland i små kolonier.
Artens bon kan parasiteras av gökbiet droppgökbi, som lägger sina ägg i larvcellerna, ett i varje. Den resulterande larven dödar värdägget eller -larven, och lever sedan på den insamlade näringen.

## Utbredning
Blodsandbiet finns från Brittiska öarna och Iberiska halvön i väster genom Europa med nordgräns i mellersta Sverige över Turkiet och Kaukasien till Manchuriet i östra Asien. 
I Sverige finns arten i Skåne samt östra delen av landet (inklusive Öland och Gotland men med undantag av Blekinge) upp till Gästrikland. Svenska Artdatabanken klassificerar arten som livskraftig (LC).
I Finland betraktades arten länge som nationellt utdöd (RE), men mellan bedömningen 2000 och 2010 återupptäcktes arten, som både 2010 och 2019 klassificerades som livskraftig av Finlands Artdatacenter. Arten förekommer i södra och sydöstra delarna av landet, från Åland och sydkusten upp till Päijänne-Tavastland, Södra Savolax och Norra Karelen.